# Mizque (província)
Mizque é uma província da Bolívia localizada no departamento de Cochabamba, sua capital é a cidade de Mizque.